# Пьотър Гаврилов
Пьотър Михайлович Гаврилов (на татарски: Пётр Михаил улиы Гаврилов) е съветски офицер, майор, участник в защитата на Брестката крепост през 1941 г., герой на Съветския съюз (1957 г.).

## Биография
Роден на е на 17 (30) юни 1900 г. в село Алведино, Лаишевски район, Казанска губерния (сега Пестречински район на Република Татарстан). По националност татарин. Произхожда от покръстени татари. Баща му умира преди раждането му (според други източници, когато е на 1 година). Завършва Казанското централно покръстено татарско училище. В ранната си младост е батрак (наемен селскостопански рабитник в дореволюционна Русия), на 15 години отива в Казан и постъпва като черноработник във фабрика.
Активно участва в установяването на съветската власт в Казан. През пролетта на 1918 г. е доброволец в Червената армия, воюва на Източния фронт срещу войските на Александър Колчак, след това срещу войските на Антон Деникин и бунтовниците в Северен Кавказ. След края на Гражданската война остава в армията. През 1922 г. се присъединява към РКП(б). През септември 1925 г. завършва Владикавказкото пехотно училище; жени се и осиновява момче сираче. През 1939 г. завършва Военната академия „Фрунзе“.
С чин майор е назначен за командир на 44-ти пехотен полк от 42-ра пехотна дивизия.
Участник в Съветско-финландската война от 1939 – 1940 г. В края на войната неговият полк е прехвърлен в Западна Беларус, от май 1941 г. е разположен в Брест и Брестката крепост.

## Отбрана на Брестката крепост и плен
След германската атака на крепостта той ръководи група бойци от 1-ви батальон на своя полк и малки разпръснати части от 333-ти и 125-и стрелкови полкове, начело на които се бие на укреплението при Северната порта на Кобрин; след това оглавява гарнизона на Източния форт, където от 24 юни се съсредоточават всички защитници на Кобринското укрепление. Общо Гаврилов има около 400 души с две зенитни оръдия, няколко 45-мм оръдия и четирицевна зенитна картечница.
Вечерта на 29 юни 1941 г., след бомбардировката на Източния форт (една от бомбите с тегло 1,8 тона удря вътрешната подкова на форта и вероятно е причинила взривяването на склада с боеприпаси на защитниците), Гаврилов с останките на неговата група (12 души с четири картечници) се укрива в казематите (подземия). В продължение на няколко дни групата прави излети, докато не се разпръсне.
Останал сам, на 23 юли той е тежко ранен и в безсъзнание попада в плен. Според описанието на д-р Воронович, който го е лекувал в болницата:
| „ | ... плененият майор беше в пълна командна униформа, но всичките му дрехи се превърнаха в парцали, лицето му беше покрито със сажди и прах и обрасло с брада. Беше ранен, в безсъзнание и изглеждаше отслабнал до крайност. Беше в пълния смисъл на думата скелет, покрит с кожа. До каква степен е достигнало изтощението, може да се съди по факта, че затворникът не можеше дори да направи преглъщане: нямаше достатъчно сила за това и лекарите трябваше да приложат изкуствено хранене, за да спасят живота му. Но немските войници, които го пленили и довели в лагера, разказали на лекарите, че този човек, в чието тяло вече едва проблясвал живот, само преди час, когато го хванали в един от казематите на крепостта, сам e приел боя с тях, хвърлял гранати, стрелял с пистолет и е убил и ранил няколко хитлеровци. Смирнов С. С. Крепост Брест, 1965 | “ |

Той е държан в концентрационните лагери в Хамелбург и Равенсбрюк до май 1945 г.

## След войната
След като е освободен от немски плен, той е изпратен във филтрационен лагер в Далечния изток. Проверката е завършена до юни 1946 г. Няма факти за сътрудничество с нацистите, фактът на доброволно предаване не е потвърден. Тезата, че Гаврилов е бил началник на японския лагер за военнопленници, никога не е потвърдена от самия него и се появява в биографията по-късно, за да обясни липсата на година и половина от биографията му. Гаврилов е изключен от Всесъюзната комунистическа партия на болшевиките поради „загубата на партийния си билет“, лишен е от военното си звание и награда – медала „XX години на Червената армия на работниците и селяните“.
След освобождаването си се завръща в Татарската АССР. В родното му село го посрещат с повишено внимание. Като бивш затворник не е взет на работа в колхоза. Самият Гаврилов казва, че съселяните хвърляли картофи след него, сякаш е предател. В търсене на работа той отива в областния център, където работи в керамична фабрика. Година по-късно заминава за Краснодар. Като бивш военнопленник той може да си намери работа само като черноработник. Според показанията на жители на Славянския микрорайон на Краснодар той е почиствал помийните ями на уличните тоалетни. След това чрез нови приятели той получава работа като спедитор в Краснодарския инструментален завод.
По-късно в Краснодар той среща втората си жена със също толкова трудна съдба, която загубила семейството си и се омъжва за втори път. Те живеят в покрайнините на Краснодар в микрорайон „Славянски“, на улица „1-ва линия“, в подобната на землянка кирпичена къща. В тази покрайнина са се заселили много демобилизирани войници, които се опитват да се държат заедно и да си помагат, включително бивши военнопленници и затворници от концентрационни лагери. Във втория брак няма деца, но смята първата си съпруга Екатерина Григориевна и сина си за мъртви.
В началото на 50-те години писателят Сергей Смирнов, в търсене на материал за книга, започва собствено разследване на отбраната на Брестката крепост. Той намира Гаврилов и други защитници на крепостта и оповестява подвига им. 
След пускането по радиото през 1955 г. на поредица от програми, наречени „В търсене на героите на Брестката крепост“, техният автор Сергей Смирнов написва през 1956 г. и публикува книгата „Брестката крепост“ през 1957 г., която показва подвига от гарнизона на крепостта. Гаврилов става народен герой. Връщат го в партията, в ранг, връщат му и наградите.
В Брест през 1956 г. тържествено се събират живите защитници на крепостта и една местна жителка разказва за съдбата на семейство Гаврилови. Първата съпруга и осиновеният син са живи. Те попадат в лагер за бежанци през юли 1941 година. Германците също имат бъркотия с огромния брой хора и Екатерина Гаврилова и Коля бягат. Те са приютени в едно от отдалечените села на Брестка област. По-късно Коля се присъединява към партизаните.
През 1952 година Екатерина Гаврилова е парализирана. През 1956 г. е настанена в Косовския окръжен дом за инвалиди. Синът Николай е открит от органите на Държавна сигурност в армията. Пьотър Гаврилов завежда първата си съпруга в Краснодар, но Екатерина живее само няколко месеца и умира през декември 1956 г. Погребана е на гробището на „Вси светии“ в Краснодар, гробът е изгубен. Екатерина не вижда повече осиновения си син Николай, тъй като той е преведен в запаса със закъснение през декември 1956 г.
С указ на Президиума на Върховния съвет на СССР от 3 януари 1957 г. за образцово изпълнение на воинския дълг при отбраната на Брестката крепост и проявената при това смелост и героизъм Пьотър Гаврилов  е удостоен със званието Герой на Съветския съюз, с орден „Ленин“ и медал „Златна звезда“ (№ 10807).
Впоследствие Гаврилов прави редица пътувания из СССР, активно се занимава със социална работа. Започват да го посещават делегации, режисьори и журналисти. Гаврилов получава тристаен апартамент в нова сграда. От 1968 г. до края на живота си живее в Краснодар на улица „Светлая“ 103 (през 1980 г. е преименувана на улица „Гаврилов“).
Умира в Краснодар на 26 януари 1979 г. Погребан е с военни почести на гарнизонното мемориално гробище на Брест до бойните си другари, по негово завещание.

## Памет
- Улици в Казан, Брест, Краснодар, Иркутск и Пестрецки носят името на Гаврилов.
- На негово име е кръстен и колхоз в родното му село Алвидино.
- На името на П. М. Гаврилов е кръстен връх в Централен Тяншан.
- В Алвидин, родното село на Пьотър Гаврилов, е открит музей.[14]

## Отражение в изкуството
Филмът „Брестката крепост“. Като майор Гаврилов е Александър Коршунов.
След издаването през 1957 и 1959 г. на първите му книги за защитниците на Брестката крепост („Брестската крепост“ и „Героите на Брестката крепост“), С. С. Смирнов посвещава десет години на ново, значително преработено и допълнено издание на книгата „Брестка крепост“:
Тази книга е плод на десетгодишна работа по историята на отбраната на Брестката крепост: много пътувания и дълги мисли, търсения на документи и хора, срещи и разговори с вас. Това е крайният резултат от тази работа.
| „ | За вас, за вашата трагична и славна борба тепърва ще се пишат разкази и повести, поеми и исторически студии, ще се създават пиеси и филми. Остави другите да го правят. Може би материалът, който събрах, ще помогне на авторите на тези бъдещи произведения. В големия бизнес си струва да бъдеш една стъпка, ако тази стъпка води нагоре. Преди десет години Брестката крепост лежеше в забравени изоставени руини, а вие, нейните герои-защитници, бяхте не само неизвестни, но като хора, преминали в по-голямата си част през плена на Хитлер, срещнахте обидно недоверие към себе си, а понякога преживя пряка несправедливост. Смирнов С. С. Отворено писмо до героите на Брестката крепост, 1964 г | “ |

За нея С. С. Смирнов е удостоен през 1965 г. с Ленинска награда в областта на литературата и журналистиката. Личните мемоари на П. М. Гаврилов са публикувани два пъти в Краснодар: през 1975 и 1980 г.

## В киното
Подвигът на майор Гаврилов е показан в редица филми:
- Безсмъртият гарнизон. 1956 г.
- Битката за Москва. 1985 г. (ролята на Гаврилов се играе от Ромуалдс Анцанс).
- Брестската крепост. 2010 г. (ролята на Гаврилов се играе от Александър Коршунов).